# NGC 2423-3 b
NGC 2423-3 b (بالإنجليزية: NGC 2423-3 b)‏ الذي يرمز له بالرمز NGC 2423 3b، هو كوكب خارج المجموعة الشمسية، في كوكبة الكوثل، يتبع NGC 2423-3 ‏.

## الاكتشاف
اكتشف في 21 يونيو 2007، وكانت طريقة الاكتشاف دوبلر الطيفي.